# Silver Jews
Silver Jews fue una banda de indie rock de Nueva York, formada en 1989 por David Berman junto con el fundador de Pavement Stephen Malkmus y Bob Nastanovich. Berman fue el único miembro constante de la formación, permaneciendo en ella durante todo el tiempo que estuvo activa. Durante sus últimos álbumes, Cassie Berman se convirtió en componente regular del grupo. En 2009 se disolvió.

## Contexto

### Años iniciales
Berman vivía en Hoboken, New Jersey con dos amigos de la Universidad de Virginia, Stephen Malkmus y Bob Nastanovich con los que grababa cintas cacofónicas en el salón de su casa. En esta época Berman trabajaba como guardia de seguridad en el Whitney Museum of American Art de Nueva York, lo cual supuso para él una gran influencia a nivel conceptual. "Trabajábamos en el Whitney con todo ese arte conceptual, y estábamos aprendiendo sobre ello … y pensé, 'Bien, hagamos este disco que parece un disco y tiene títulos de canciones y todo, pero las canciones serían las que hacemos en casa que suenan horrible'” contaba Berman. A pesar de que Silver Jews es etiquetado con frecuencia como el proyecto paralelo de Pavement, en realidad nació casi simultáneamente con dicha banda. Uno de los nombres que se barajó antes de adoptar la denominación definitiva de Silver Jews fue Walnut Falcons. Berman tiene citado incorrectamente el origen del nombre de la banda a partir de la transcripción de una valla publicitaria en la que se podía leer "Silver Jewelry", a pesar de haber declarado en una entrevista que el nombre estaba pensado para ser empleado como seudónimo para una pieza de arte conceptual que más tarde evolucionaría para nombrar al grupo. Otros reclaman, aun así, que el tal nombre rinde homenaje a Silver Apples, The Silver Beatles, denominación en argot para los judíos rubios.

### De gira

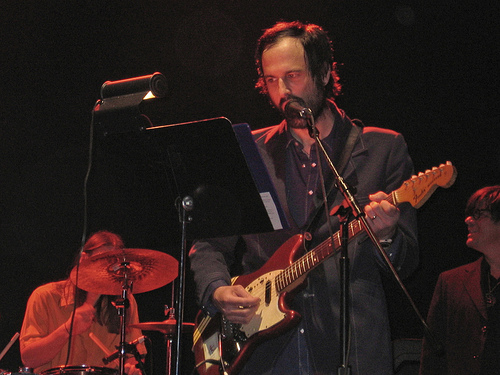
Silver Jews actuando en Webster Hall en 2006

Aunque Berman había evitado inequívocamente las actuaciones en directo durante la mayor parte de la existencia del grupo, en 2005 Silver Jews sorprendió a sus fanes al embarcarse en su primera gira tras el lanzamiento de Tanglewood Numbers. En 2006 Visitaron América del Norte, Europa, e Israel. El documental Silver Jew da cuenta del paso de la banda por este último país.

### Parón
El 22 de enero de 2009, Berman anunció vía el foro oficial del sello Drag City que planeaba retirarse de la música y que Silver Jews daría su último concierto durante la celebración del festival Bluegrass Underground en las Cumberland Caverns en McMinnville, Tennessee a las 3 p. m. del 31 de enero de 2009. Dichas cuevas están situadas a una profundidad de 333 pies bajo tierra (101.5 metros), y solo se pusieron 300 entradas a la venta. Berman anunció que tocaría sus 15 canciones favoritas de los Silver Jews. También escribió que su intención era pasar de ser un escritor de canciones a "guionista o periodista de investigación."
Berman había planeado inicialmente que el concierto fuera grabado y retransmitido posteriormente en algún momento de febrero de 2009 por la célebre emisora de radio de Nashville WSM AM; sin embargo, el día anterior a dicho concierto posteó en el foro oficial de Drag City que "había roto la negociación y no había acuerdo con WSM." El concierto fue grabado con varias cámaras de 16 mm y Berman apuntó en su momento la posibilidad de que este fuera lanzado en DVD.
La última canción que Silver Jews tocó en directo fue  "Smith and Jones Forever".

### Producciones posteriores a la ruptura
El 19 de junio de 2012 Drag City lanzó Early Times, una recopilación de EPs y sencillos anteriores al #elepé de debut Starlite Walker.

### Proyectos post Silver Jews
Brian Kotzur (batería) es líder y batería de Tim Chad and Sherry y también toca este mismo instrumento para Super Bowl Rocket Ship. 
William Tyler es guitarrista en Tim Chad and Sherry.

### Posible reencuentro
En 2015 Bob Nastanovich colgó una foto en su página de Facebook mostrando un ensayo del grupo. Allí contaba que la banda estaba trabajando en dos canciones nuevas, "The Veranda Over The Toy Shoppe", y "Wacky Package Eyes". Posteriormente David Berman diría que la foto era una broma . David Berman murió el 7 de agosto de 2019 volviendo imposible cualquier especulación acerca un posible reencuentro.

## Discografía

### Álbumes de estudio
- Starlite Walker (1994)
- The Natural Bridge (1996)
- American Water (1998)
- Bright Flight (2001)
- Tanglewood Numbers (2005)
- Lookout Mountain, Lookout Sea  (2008)

### EPs
- The Arizona Record (1993)
- Tennessee (2001)

### Sencillos
- "Dime Map of the Reef" (1992)
- "Silver Jews and Nico" (1993)
- "Blue Arrangements" (1998)
- "Send in the Clouds" (1998)
- "Hot as Hell" (1999)

### Recopilaciones
- Early Times (2012)[4]

## Filmografía
- Silver Jew (2007)